# 後藤俊哉
後藤 俊哉（ごとう としや、1968年2月13日 - ）は、日本テレビの社員（元アナウンサー）。

## 来歴・人物
神奈川県横浜市出身。慶應義塾大学経済学部卒業。大学時代にはテニスサークル「バロニィ」に所属。アメリカ、スイスの在住経験があり、英語、ドイツ語などに堪能。
1990年にアナウンサーとして入社。同期のアナウンサーは鈴木健と豊田順子。アナウンサー時代は非常に低い声（新人時代はそれほどでもなかった）と『投稿!特ホウ王国』における「はい、後藤です。」といったあいさつや、リアクションが大袈裟なリポートで人気を博した。
1999年12月に社長室国際部に異動。2000年6月からは報道局外報部(現・国際部)に配属、2001年10月からはキャスター室兼務となり、『NNNニュースプラス1・サタデー』に就任。2003年3月20日に開戦したイラク戦争では外報部デスクとして報道特別番組に出演。2004年10月に発生した新潟県中越沖地震では 最新の情報を報道フロアーから伝えた。この他、日テレNEWS24のニュース企画『地球アラカルト』のナレーションも担当。2006年4月からは後継番組の『NNN Newsリアルタイム・サタデー』）でメインキャスターを務め。同年9月23日の放送を以て足掛け12年半キャスターを務めた鷹西美佳と共にメインキャスターを退任。同年10月より『コンプライアンス推進室』に異動。
2023年4月1日よりマッドハウス取締役に就任。

## 出演番組

### アナウンサー時代
報道・情報番組
| 期間         | 期間          | 番組名                                                | 役職         |
| ------------ | ------------- | ----------------------------------------------------- | ------------ |
| 1994年4月9日 | 1996年3月31日 | NNN朝のニュース                                       | キャスター   |
| 1994年4月9日 | 1996年3月31日 | NNN昼のニュース【休日】 ※それ以前からシフト勤務を担当 | キャスター   |
| 1995年4月3日 | 1997年3月28日 | ザ・ワイド                                            | コーナー担当 |
| 1998年9月    | 1999年12月    | ジパングあさ6                                         | コーナー担当 |
| 2000年代     | 2000年代      | デイリープラネット金曜発言中                          | 司会         |

バラエティ番組・その他
- 所・直子チャンネル 東京Jrジャンク土曜は放課後
- ダウンタウンのガキの使いやあらへんで!!
- ぐるぐるナインティナイン
- ウッチャンナンチャンのウリナリ!!
- 投稿!特ホウ王国
- 香取慎吾の特上!天声慎吾
- 全日本プロレス中継

### 報道局時代
| 期間          | 期間          | 番組名                         | 役職                           |
| ------------- | ------------- | ------------------------------ | ------------------------------ |
| 2001年10月6日 | 2006年4月1日  | NNNニュースプラス1・サタデー   | キャスター                     |
| 2001年10月7日 | 2002年9月29日 | THE独占サンデー                | ニュースコーナーキャスター     |
| 2003年9月29日 | 2004年10月1日 | ズームイン!!SUPER              | 『NNNニュースSUPER』キャスター |
| 2006年4月8日  | 2006年9月30日 | NNN Newsリアルタイム・サタデー | キャスター                     |